# ألسويرث كيلي
ألسويرث كيلي (بالإنجليزية: Ellsworth Kelly)‏ (و. 1923 – 2015 م) هو نَحّات، ورسام، وفنان من الولايات المتحدة الأمريكية . ولد في نيوبورغ، نيويورك .
وهو عضو في الأكاديمية الأمريكية للفنون والآداب، والأكاديمية الملكية للفنون .

## التعليم
تعلم في المدرسة الوطنية للفنون الجميلة، ومعهد برات.

## جوائز
حصل على جوائز منها:
- فارس وسام جوقة الشرف
- جائزة بريميم إمبريال.

## روابط خارجية
- ألسويرث كيلي على موقع الموسوعة البريطانية (الإنجليزية)
- ألسويرث كيلي على موقع مونزينجر (الألمانية)
- ألسويرث كيلي على موقع إن إن دي بي (الإنجليزية)